# Randall Wallace
Randall Wallace (28 de julio de 1950) es un guionista, director y productor de cine estadounidense que ha escrito el guion de la película de 1995  Braveheart, y dirigido El hombre de la máscara de hierro, Cuando éramos soldados y Secretariat.[cita requerida]

## Biografía
Nacido en Jackson, Tennessee, vivió en Memphis y Virginia. Wallace comenzó a escribir historias a los siete años. Fue al instituto de Lynchburg, Virginia y a la Duke University, donde estudió ruso, religión y literatura. También es cinturón negro de karate.

## Carrera
Wallace se fue a Hollywood aunque no para ser guionista sino letrista de canciones, pero comenzó a escribir algunos guiones que gustaron al productor televisivo Stephen J. Cannell, para quien trabajó desde finales de la década de 1980 hasta principios de los años 1990.
El éxito le llegaría con el guion de Braveheart (1995), inspirado en un viaje que hizo por Escocia para conocer sus raíces. Allí descubrió la legendaria figura del patriota escocés William Wallace. El guion despertó el interés de Mel Gibson y se convirtió en uno de los grandes éxitos de 1995, ganando el Óscar a mejor película y mejor director, recibiendo aplausos de crítica y público.
Wallace hizo su debut como director con El hombre de la máscara de hierro (1998), con un reparto estelar: Leonardo DiCaprio, John Malkovich, Gabriel Byrne, Jeremy Irons y Gérard Depardieu.  Poco después escribió el guion para Pearl Harbor (2001), dirigida por Michael Bay y protagonizada por Ben Affleck, Josh Hartnett y Kate Beckinsale.
Al año siguiente dirigió su segunda película como director y segunda colaboración con Mel Gibson, el filme bélico Cuando éramos soldados (2002). Wallace se entrenó con rangers del ejército estadounidense para comprender la motivación de sus personajes.[cita requerida]
En 2010, Wallace dirigió la producción Disney Secretariat, sobre el caballo que ganó la Triple Corona (hípica) en 1973, remarcando el coraje de su propietaria Penny Chenery-Tweedy, encarnada por la actriz Diane Lane. También escribió la canción de los títulos de crédito, It’s Who You Are.
Hubo rumores de que Wallace estaba preparando una película sobre Vikingos con Mel Gibson, rodada con subtítulos al estilo de Apocalypto.
Wallace dirigió Heaven Is for Real en 2014.

## Otros trabajos
Wallace ha entrado también en la lista de best sellers del New York Times con alguna de sus novelas y compuso el himno "Mansions of the Lord", que sonó en el funeral de Ronald Reagan.
En 2008, Wallace colaboró con el cantante Richard Marx en su canción "Flame In Your Fire", de su álbum Emotional Remains.
Wallace se reconoce como un cristiano comprometido.
Como curiosidad, Wallace se interpreta a sí mismo en la séptima temporada de la comedia de HBO Entourage.
Wallace fundó la asociación Habitat for Humanity y es padre de dos hijos. En 1999 fundó la compañía Wheelhouse Entertainment, dirigida a crear contenido para todas las audiencias y basado en valores humanos de amor, valentía y honor.
Wallace fue el presentador de la ceremonia de graduación de la Liberty University de 2011.

## Filmografía
| Año  | Película                          | Director                                            | Productor | Guionista | Actor | Notas                              |
| ---- | --------------------------------- | --------------------------------------------------- | --------- | --------- | ----- | ---------------------------------- |
| 1995 | Braveheart                        |                                                     |           | No        |       | Won—Writers Guild of America Award |
| 1995 | Braveheart                        | Nominado—Academy Award for Best Original Screenplay |           | No        |       |                                    |
| 1995 | Braveheart                        | Nominado—Golden Globe Award for Best Screenplay     |           | No        |       |                                    |
| 1996 | Dark Angel                        |                                                     |           | No        |       | Telemovie                          |
| 1998 | El hombre de la máscara de hierro | No                                                  | No        | No        |       |                                    |
| 2001 | Pearl Harbor                      |                                                     | No        | No        |       | Nominado—Razzie                    |
| 2002 | Cuando éramos soldados            | No                                                  | No        | No        |       |                                    |
| 2002 | El novato (The Rookie)            |                                                     |           |           | No    | Texas Oilman                       |
| 2010 | Secretariat                       | No                                                  |           |           |       |                                    |
| 2014 | Heaven Is for Real                | No                                                  |           | No        |       |                                    |
| 2016 | Hacksaw Ridge                     |                                                     |           | No        |       | Filming                            |

## Premios y distinciones
Premios Óscar
| Año  | Categoría            | Película   | Resultado |
| ---- | -------------------- | ---------- | --------- |
| 1996 | Mejor guion original | Braveheart | Nominado  |